# Anne Tønnessen
Anne Tønnessen (Flekkefjord, 18 de março de 1974) é uma ex-futebolista norueguesa. campeã olímpica

## Carreira
Anne Tønnessen foi medalhista olímpica de ouro pela seleção de seu país em 2000.